# Leslie Woman Suffrage Commission
La Leslie Woman Suffrafe Commission, o Comisión Leslie de Sufragio Femenino en español, fue una organización de sufragio femenino estadounidense formada por la sufragista Carrie Chapman Catt en marzo de 1917 utilizando fondos dispuestos a tal efecto por la autora estadounidense Miriam Leslie. La organización ayudó a promover la causa del sufragio dándole una mayor visibilidad ante el público y a través de la educación. Se estimó que alrededor de 933.728,88 dólares de los fondos que dejó Leslie se destinaron directamente a la causa del sufragio femenino.

## Historia
Cuando Miriam Leslie murió en 1914, dejó indicado en su testamento que Carrie Chapman Catt recibiera dinero para promover y continuar su trabajo por el sufragio femenino. Leslie quería que los fondos fueran para Catt y que fuera ella cómo utilizar mejor el dinero. El testamento fue impugnado por la familia de Leslie, y Catt tuvo que buscar un abogado dispuesto a esperar el pago hasta que se ganara el caso. Catt recibió por primera vez 500.000 dólares del testamento en febrero de 1917. Más tarde, las joyas pertenecientes a Leslie y tasadas en 34.785 dólares también fueron entregadas a Catt. 
La primera reunión de la Comisión Leslie tuvo lugar en Nueva York en marzo de 1917. La comisión estaba encabezada por Catt y la secretaria y tesorera era Gratia Goller. En la primera reunión, se crearon los estatutos para la organización y se discutió cómo usar el medio millón de dólars heredado por Catt para la causa.
Finalmente, el dinero se usó para ayudar a promover el sufragio femenino educando al público y se afilió a la Asociación Nacional Americana del Sufragio de Mujeres (NAWSA). Rose Young fue la encargada de crear una oficina para la Comisión Leslie que proporcionara comunicados de prensa a los periódicos sobre el trabajo de los sufragistas en los Estados Unidos. La oficina contaba con 25 personas y estaba ubicada en el piso quince de un edificio en el 171 Madison Avenue. Desde esa oficina también compilaba estadísticas relacionadas con el sufragio, respondía preguntas del público, imprimía entrevistas con sufragistas y buscaba formas de desafiar a los anti-sufragistas. La oficina de la Comisión Leslie también apoyó la publicación de la revista Woman's Journal. El grupo también creó folletos informativos para las campañas políticas de candidatos que se posicionaban en contra del voto femenino. Según publicó The Arizona Republic en 1920, la Comisión Leslie tenía la "oficina de propaganda más grande del mundo dirigida por mujeres".
Cuando las mujeres consiguieron el derecho al voto en los Estados Unidos en 1920, los fondos de la Comisión Leslie se utilizaron para ayudar a las mujeres a alcanzar el sufragio en otros países. La Comisión también compró libros sobre la historia del sufragio femenino y los donó a bibliotecas. 
La Comisión fue disuelta el 1 de octubre de 1929.

## Miembros destacadas
- Alice Stone Blackwell[11]
- Carrie Chapman Catt
- Mary Garrett Hay
- Anna Pennybacker[6]
- Margaret Drier Robins[4]
- Harriet Taylor Upton